# James Crabe
James Crabe est un directeur de la photographie américain né le 19 août 1931 à Los Angeles et décédé le 2 mai 1989.

## Filmographie sélective
- 1960 : The Proper Time
- 1964 : Everybody Loves It
- 1965 : One Way Wahini
- 1966 : Le Mur des espions (Agent for H.A.R.M.)
- 1970 : Zigzag de Richard Colla
- 1972 : Les Centaures (The Honkers) de Steve Ihnat
- 1973 : Sauvez le tigre
- 1974 : Rhinocéros
- 1975 : W.W. and the Dixie Dancekings
- 1976 : Rocky
- 1978 : Sextette
- 1978 : Dieu merci, c'est vendredi (Thank God It's Friday), de Robert Klane
- 1979 : Le Syndrome chinois
- 1979 : Smash (en) (Players)
- 1980 : Revanche à Baltimore
- 1980 : Les nanas jouent et gagnent (How to Beat the High Co$t of Living) de Robert Scheerer
- 1980 : La Formule
- 1982 : Les Croque-morts en folie
- 1984 : Le Moment de vérité
- 1985 : Police Academy 2
- 1986 : Karaté Kid : Le Moment de vérité 2
- 1987 : Happy New Year
- 1987 : Mon père c'est moi (Like Father Like Son)
- 1988 : Et si on le gardait ?